# Tautoga onitis
Tautoga onitis là loài cá biển duy nhất thuộc chi Tautoga trong họ Cá bàng chài. Loài cá này được mô tả lần đầu tiên vào năm 1758.

## Từ nguyên
Từ định danh của chi, tautoga, được Latinh hóa từ "Tautog", là tên thông thường của loài cá này ở bang New York (Hoa Kỳ). Tên gọi này bắt nguồn từ tiếng Narragansett, ban đầu được viết là tautauog (số nhiều của taut), có nghĩa là "đầu cừu".
Từ định danh của loài, onitis, là tên gọi của kinh giới cay (Origanum vulgare) trong tiếng Hy Lạp, không rõ hàm ý đề cập đến điều gì đối với loài cá này.

## Phạm vi phân bố và môi trường sống

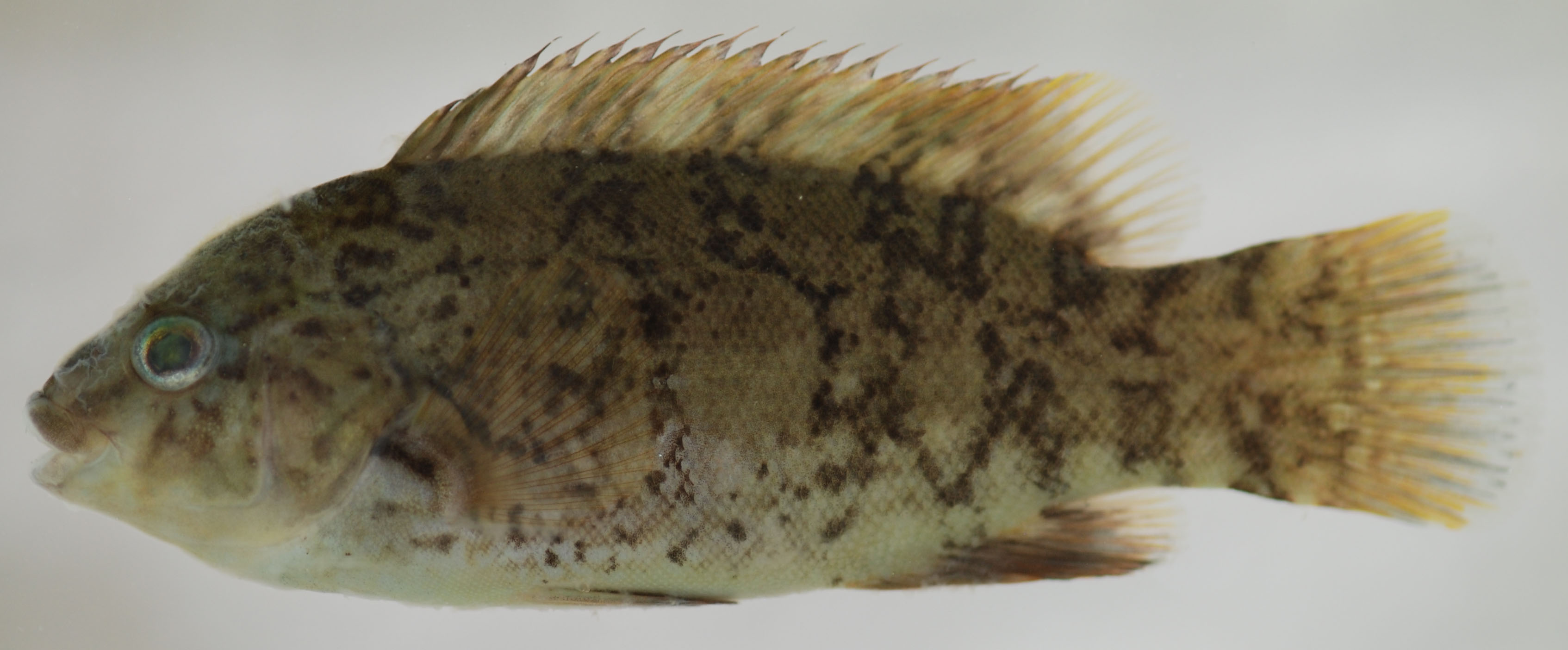
Cá con chưa trưởng thành (68 mm)

T. onitis có phạm vi phân bố ở Tây Bắc Đại Tây Dương. Loài cá này được tìm thấy dọc theo bờ biển Bắc Mỹ, trải dài từ bang Nam Carolina (Hoa Kỳ) ngược lên phía bắc đến tỉnh Nova Scotia (Canada). T. onitis tập trung đông đúc nhất ở vùng biển nằm giữa mũi Cod (bang Massachusetts) và vịnh Delaware.
T. onitis sinh sống gần những rạn san hô ở vùng biển gần bờ, có nền đáy cứng (đá sỏi), độ sâu được ghi nhận đến ít nhất là 75 m. Tuy sống chủ yếu ở vùng nước nông, nhưng vào mùa đông, khi nhiệt độ nước giảm xuống dưới 10 °C, T. onitis sẽ di cư đến những vùng nước sâu hơn. Cá con của T. onitis có thể sinh sống ở môi trường nước lợ ở vùng cửa sông, hoặc sống trong các thảm cỏ biển.

## Bị đe dọa
Số lượng của T. onitis đã bị suy giảm đáng kể từ năm 1982 đến năm 2005, với tỷ lệ suy giảm từ 50 đến 73% ở phạm vi phía nam (Hoa Kỳ). Số liệu về sự suy giảm của loài cá này ở Canada không được biết đến.
Hoạt động câu cá giải trí là nguyên nhân chính dẫn đến việc T. onitis đang dần biến mất ở Hoa Kỳ. Với tốc độ suy giảm đáng kể như vậy, T. onitis được xếp vào danh sách những Loài sắp nguy cấp.

## Mô tả
Chiều dài cơ thể tối đa được ghi nhận ở T. onitis là 91 cm, và trọng lượng tối đa được ghi nhận ở chúng là 11,3 kg. Tuổi thọ tối đa được ghi nhận ở T. onitis là 34 năm, thuộc về một cá thể ở bang Đảo Rhode.

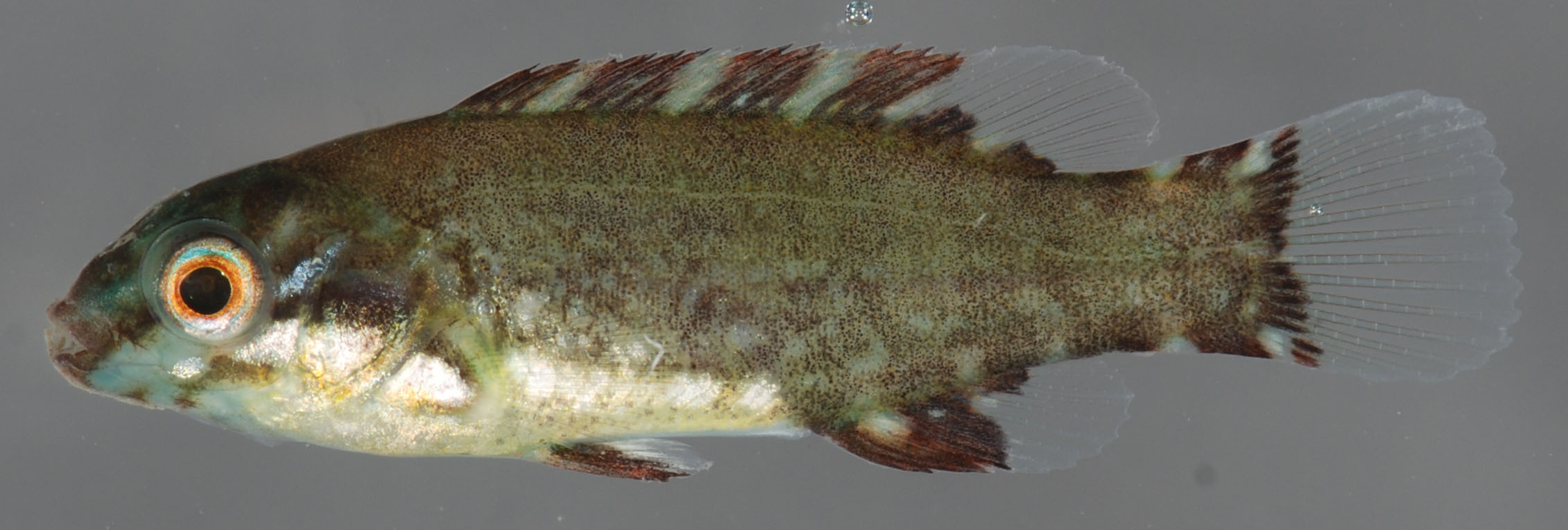
Cá bột (chiều dài 42 mm)

T. onitis là một loài lưỡng hình giới tính. Cá đực có cằm trắng rõ rệt, cơ thể có màu đen hoặc xám (không đốm) ở nửa thân trên, chuyển thành màu trắng ở thân dưới, và một đốm trắng nhỏ ở giữa thân trên, nằm trong khoảng giữa của vây lưng. Màu trắng ở cằm của cá cái lại không hiện rõ như cá đực, trán dốc và cơ thể có màu nâu lốm đốm.
T. onitis có bờ môi khá dày với hàm răng chắc khỏe; phía sau cổ họng có một bộ răng giống như răng hàm. Các nhà khoa học cũng nhận thấy, răng của T. onitis rất giống với răng người cả về hình dạng đại thể lẫn thành phần mô học. Da của chúng cũng có độ đàn hồi, được bao phủ bởi một lớp chất nhờn dày giúp bảo vệ chúng khi bơi giữa các tảng đá.
Số gai ở vây lưng: 16 - 17; Số tia vây ở vây lưng: 10; Số gai ở vây hậu môn: 3; Số tia vây ở vây hậu môn: 7 - 8.

## Sinh thái và hành vi

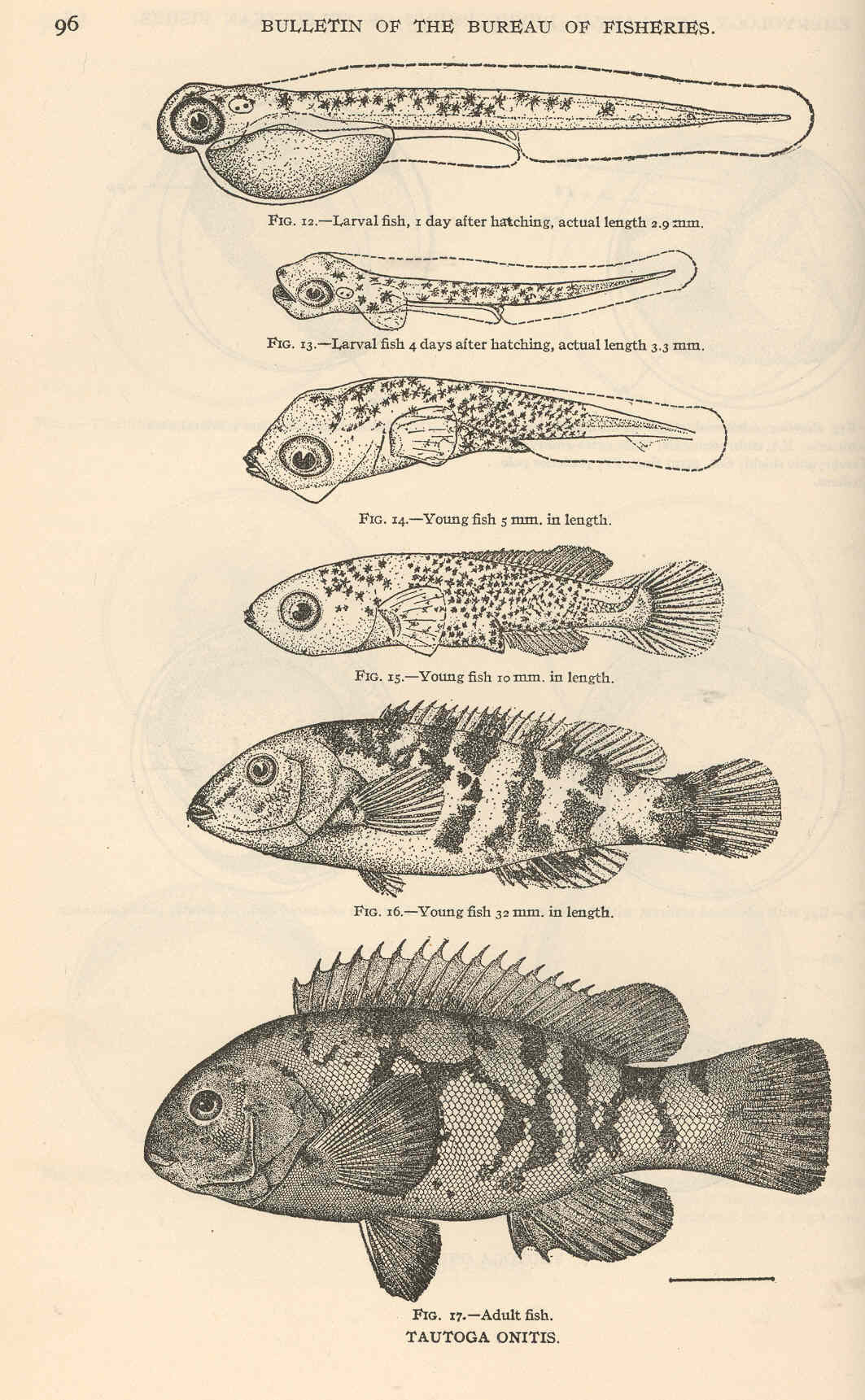
Các giai đoạn của T. onitis (từ cá bột đến cá trưởng thành)

Cá đực trưởng thành có tính lãnh thổ, chủ yếu hoạt động vào ban ngày để kiếm ăn. Thức ăn của T. onitis là những loài thủy sinh không xương sống, chủ yếu là các loài trai, động vật chân bụng, động vật thân mềm và động vật giáp xác.
T. onitis có thể sinh sản theo nhóm hoặc theo cặp. Trong một thí nghiệm, trứng của T. onitis nở sau khi thụ tinh khoảng 48 giờ ở 20 °C. Cá ấu trùng có thể tự kiếm ăn 52 giờ sau khi nở. 17 ngày sau khi nở, cá ấu trùng bước vào giai đoạn biến thái.

### Trích dẫn
- Geoffrey G. White; Thomas A. Munroe; Herbert M. Austin (2003). "Reproductive seasonality, fecundity, and spawning frequency of tautog (Tautoga onitis) in the lower Chesapeake Bay and coastal waters of Virginia" (PDF). Fishery Bulletin. Quyển 101 số 2. tr. 424–442.